# Compsocryptus jamiesoni
Compsocryptus jamiesoni là một loài tò vò trong họ Ichneumonidae.